# 막달라 여자 마리아
막달라 여자 마리아(공동번역), 막달라 마리아(개신교), 마리아 막달레나(가톨릭)(히브리어: מרים המגדלית, 라틴어: Sancta Maria Magdalena, 그리스어: Μαρία ἡ Μαγδαληνή)는 기독교 신약성경의 복음서에 등장하는 예수 그리스도의 여성 추종자중 한 명이다. 갈릴래아 출신이며 고향의 이름이 막달라(Magdala)이므로 ‘막달라 여자 마리아’또는 '막달라 마리아'라고 불린다. 성서에서는 예수를 따르던 여성들 가운데 항상 첫 번째로 언급된다. 가톨릭교회의 성녀로 축일은 7월 22일이며, 특히 동방 정교회에서는 부활절 후 제2주일을 ‘몰약을 든 여자들의 주일’로서 막달라 여자 마리아를 기념한다.
막달라 여자 마리아는 예수의 죽음과 부활을 모두 지켜 본 증인인 동시에, ‘참회의 성녀’로서 수많은 전설에 의해 덧씌워져 오랜 세월 동안 사람들을 매료시켜 왔다. 그러나 최근 들어 그 지위에 대해 재검토가 급속히 진행되고 있는 중이다.

## 성서에서의 기술

### 복음서에서의 기술
막달라 여자 마리아는 복음서에 총 13차례 등장한다.
갈릴래아 호수 서쪽 연안에 위치하고 있는 막달라는 염색업과 직물업이 발달한 도시로서 특히 다른 지역들보다 도덕적으로 부패한 곳이었다. 이러한 곳에서 출생하여 성장한 막달라 여자 마리아의 생활에 대하여 성서에서는 아무런 언급이 되어 있지 않다.

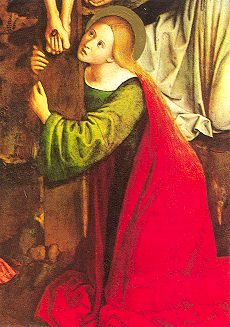

막달라 여자 마리아에 대해 네 복음서가 분명히 말하고 있는 것은, 자신한테서 7마리의 귀신을 쫓아내 준 예수 그리스도에게 감사하여 그를 믿고 고향을 떠나 동행하였는데, 막달라 여자 마리아는 예수가 두 강도 사이에서 십자가형에 처해져 죽었을 때 그 곁에 있었던 사람들 중의 하나이며, 예수가 무덤에 묻히는 모습을 지켜 보았고, 부활절 아침 시체에 바를 향료를 가지고 무덤으로 찾아갔던 세 여자들 가운데 한 사람이었다는 것 뿐이다. 예수는 또한 부활한 뒤 막달레나에게 처음으로 모습을 나타내었다. 마태오의 복음서 등에 따르면, 그녀는 예수의 부활 소식을 사도들에게 알리기 위해 보내졌다. 이 때문에 그녀는 초기 그리스도인들로부터 ‘사도들 중의 사도’로 불렸다. 예수의 부활 사건 이후로 막달라 여자 마리아에 대한 이야기는 더 이상 전해지지 않고 있다.

### 신약 외경 등에서의 기술
20세기에 나그함마디 사본에서는 《막달라 여자 마리아 복음서》, 《토마스 복음서》(도마 복음), 《필립보 복음서》(빌립 복음서), 《가롯유다 복음서》등이 발견되었다.
이들이 어떤 연유에서 정경에서 삭제되었는가 여부는 확인이 불가능하나 영지주의 외전들 속에서 막달라 여자 마리아는, 예수와 친밀한 관계일 뿐만 아니라, 남성들과 대등한 예수의 제자로 등장한다. 그녀만큼 중요한 제자가 《사도행전》에서 사라진 이유는 예수의 수제자인 베드로의 질투 때문으로 풀이되고 있다. 막달레나 마리아가 예수의 가르침에 대한 탁월한 이해력을 바탕으로 베드로와 경쟁을 하게 되자 베드로는 “마리아에게 저희 곁에서 떠나라고 하소서”라고 예수에게 간청하는 모습이 나온다.
막달라 여자 마리아는 예수 그리스도의 배우자였다는 주장과, 막달라 여자 마리아는 예수 그리스도의 수제자로 그녀를 시기한 베드로와 그의 후계자들에 의해 폄하되고 지위가 격하되었다는 견해가 제시하기도 하였다. 이로 인해 성서 연구학에서는 최근의 막달라 여자 마리아의 역할과 예수 그리스도와 동행하였던 여인들의 역할이나, 막달라 여자 마리아의 지위를 재검토하기에 이르렀다.

## 전설

### 개략
막달라 여자 마리아는 옛날부터 기독교에서 특별히 공경받아 왔지만, 특히 로마 가톨릭 지역에서는 특유의 많은 전설들로 색칠되어 있다.
그녀는 예수의 배우자였거나 수제자였다는 견해가 제시되었고, 막달라 여자 마리아를 조상으로 숭배하던 교파와 교단이 프랑스 남부와 에스파니아 북동부에 존속하기도 하였다. 성경의 각 복음서에서는 막달라 여자 마리아와 특정되어 있지 않은 몇몇 여성들이 등장한다. 그 중의 베타니아의 마리아 등이 막달라 여자 마리아와 동일시되어 예수의 발에 눈물을 떨어뜨려, 스스로의 머리카락으로 닦아 향유를 발랐다고 여겨졌다. 그래서 그녀를 그린 성화상에서는 향유 항아리를 손에 든 모습을 많이 볼 수가 있다.

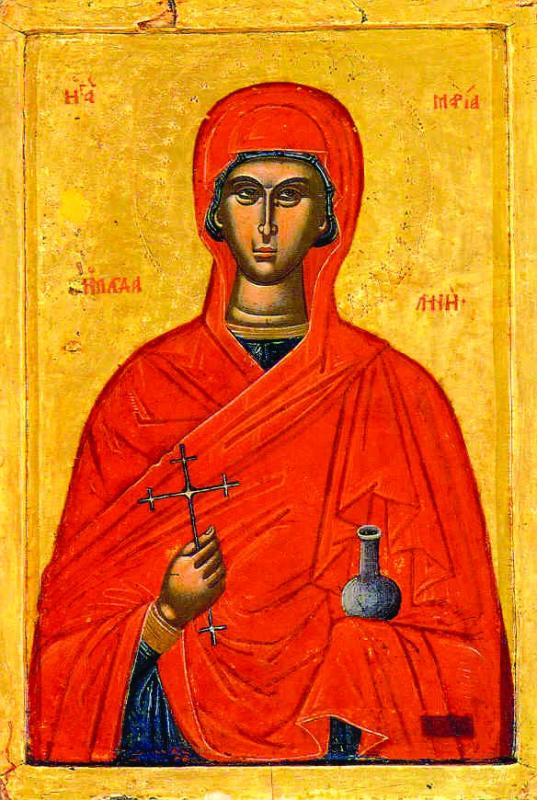

자코모 다 바라라제의 《황금전설》 등에 따르면, 막달라 여자 마리아는 매춘부 출신으로 한동안 쾌락에 탐닉하다가 예수를 만나 자신의 죄를 뉘우치게 되었다고 한다. 이 때문에 막달레나에게는 창녀도 의미하는 ‘죄의 여자(the Sinner)’라는 별명이 주어지고, 르네상스 이후 막달라 여자 마리아의 회개를 주제로 하는 회화나 조각이 많이 제작된다. 이는 《루카 복음서》에 나오는 창녀를 근거로 한 것이었다. 이후 1400년 가까이 막달라 여자 마리아는 매춘부로 낙인찍혔다. 교황 그레고리오 1세는 591년 막달라 여자 마리아가 창녀였다고 강론했다. 이 이미지는 로마 가톨릭에 의해 조작되었다고 지적되었으며, 1988년에서야 교황 요한 바오로 2세는 그녀를 ‘사도들의 사도’라고 격상시켰다.
예수가 승천한 후, 막달레나는 마르타 등과 함께 프랑스 남부의 마르세유로 가서, 만년을 동굴 속에서 은수생활을 하며 보냈다고 하며, 매일 일곱 번씩 하늘로 올라갔다고 한다. 그녀의 유해는 엑상프로방스 교외의 생 막시망 라 생트 보메(Saint-Maximin-la-Sainte-Baume)에 매장되었다고 믿어지고 있다. 그 유해(두개골)는 나중에 베즈레이의 성 막달레나 대성당으로 이장되었다고 한다. 그러나 생 막시망 라 생트 보메측은 지금도 막달레나의 유해를 보관, 유지하고 있다고 주장하고 있다.
옛날에 로마 가톨릭에서는 막달라 여자 마리아와 베타니아의 마리아(마르타의 여동생)를 동일 인물로 보았었다. 한편 동방 정교회에서는, 이미 베타니아의 마리아는 다른 사람으로 인식하고 있었기 때문에 막달라 여자 마리아는 만년에 예수의 어머니인 성모 마리아와 사도 요한과 함께 에페소스에서 살다가 죽어, 훗날 콘스탄티노폴리스로 유해가 이장되었다고 주장하고 있다.

### 또 다른 가설(주장)
막달라 여자 마리아가 창녀로 바뀐 것은 고대 교회가 조작한 것이며, 막달라 여자 마리아의 지위를 복권해야 한다는 일부 여권주의 수정론자 등의 주장이다. 예수의 든든한 후원자였으며 최초로 예수의 부활을 지켜본 증인인 막달라 여자 마리아가 창녀의 오명을 쓰게 된 데에는 그가 남성 중심적인 기독교에게 중대한 위협이 됐기 때문이라는 지적이다.
여권주의 수정론자 등이 주장하는 수제자설은 한 외경 복음서를 기초로 하고 있다. 막달라 마리아 복음서에는 막달라 여자 마리아가 예수의 가르침에 대한 탁월한 이해력을 바탕으로 예수의 수제자 베드로와 경쟁했다고 기록되어 있다. 이 때문에 그녀는 남성들이 중심인 교회에서 질투의 대상이었으며 남성으로 이루어진 성직자들이 여성인 그녀를 창녀로 전락시켰다는 것이다.

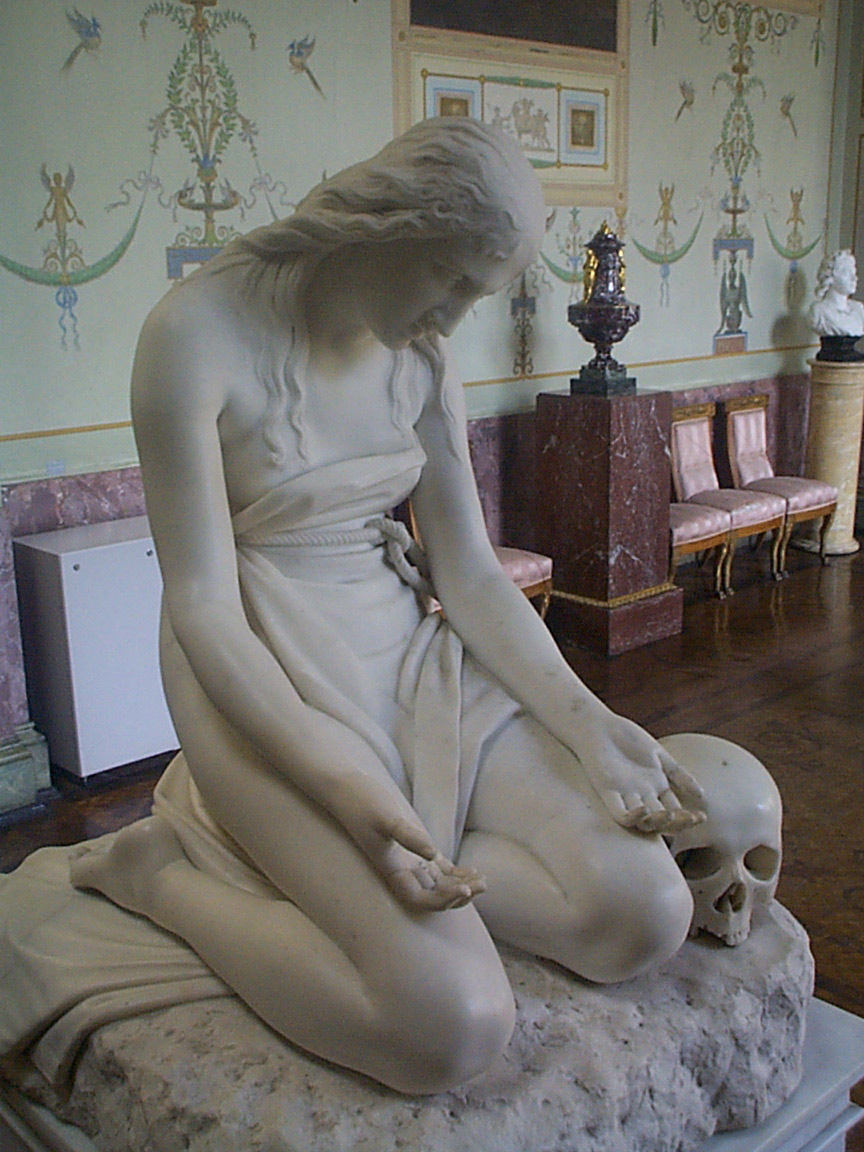
회개하는 막달라 여자 마리아, 안토니아 카노바.

이들은 신약성서의 편찬자들이 거부한 영지주의파 복음서에 근거해 막달라 여자 마리아가 실제로 예수의 친밀한 여성 파트너였다고 주장한다. 그리스도의 부활 후 막달라 여자 마리아는 초기 교회의 지도자 중 한 사람으로 베드로의 라이벌이 됐다. 제인 섀버그의 《막달라 여자 마리아의 부활(The Resurrection of Mary Magdalene)》 같은 책에서 수정론자들은 이 모든 것이 남성 성직자들을 선호한 교부들에 의해 감춰졌다고 주장한다. 그것은 기독교의 핵심에 성 대결이 있었다는 의미다. 그리고 막달라 여자 마리아와 그녀가 이끄는 사람들이 그 싸움에서 이겼다면 교회의 역사와 구조가 여성을 동등하게 받아들였을 것이라는 뜻이다.
또한 막달라 여자 마리아는 예수와 결혼을 하였고, 예수가 십자가에 못박혀 숨지자 이집트로 도망쳐 예수의 딸인 사라를 낳은 뒤 다시 프랑스의 프로방스 지방으로 건너갔다고 하는 주장도 있다.
이 주장은 2004년 5월 이후 소설 《다빈치 코드》 등을 통해 대중에게 널리 알려졌으며, 소설 이전에 헨리 링컨, 리처드 레이, 마이클 배이전트가 공저한 《성혈과 성배》(ISBN-89-54403-42-5)라는 책을 통해 나름대로 가설과 논리, 증거를 제시하며 제기된 바 있다.
예를 들어, 고대에는 신성한 왕에게 기름을 붓는 것은 왕족인 신부만이 할 수 있는 특권이었는데, 《요한 복음서》에 기록된 기름 붓는 여인(신부)은 바로 막달라 여자 마리아였다. 이들은 머리에 기름을 붓는 행위가 성적 의미도 담고 있다고 본다. 남근의 상징인 머리에 기름을 붓는 이는 여신의 대리자인 여사제로, 이 이야기는 예수의 생애를 기록한 사건 중에서 에로스를 가장 깊이있게 표현했다는 것이다.

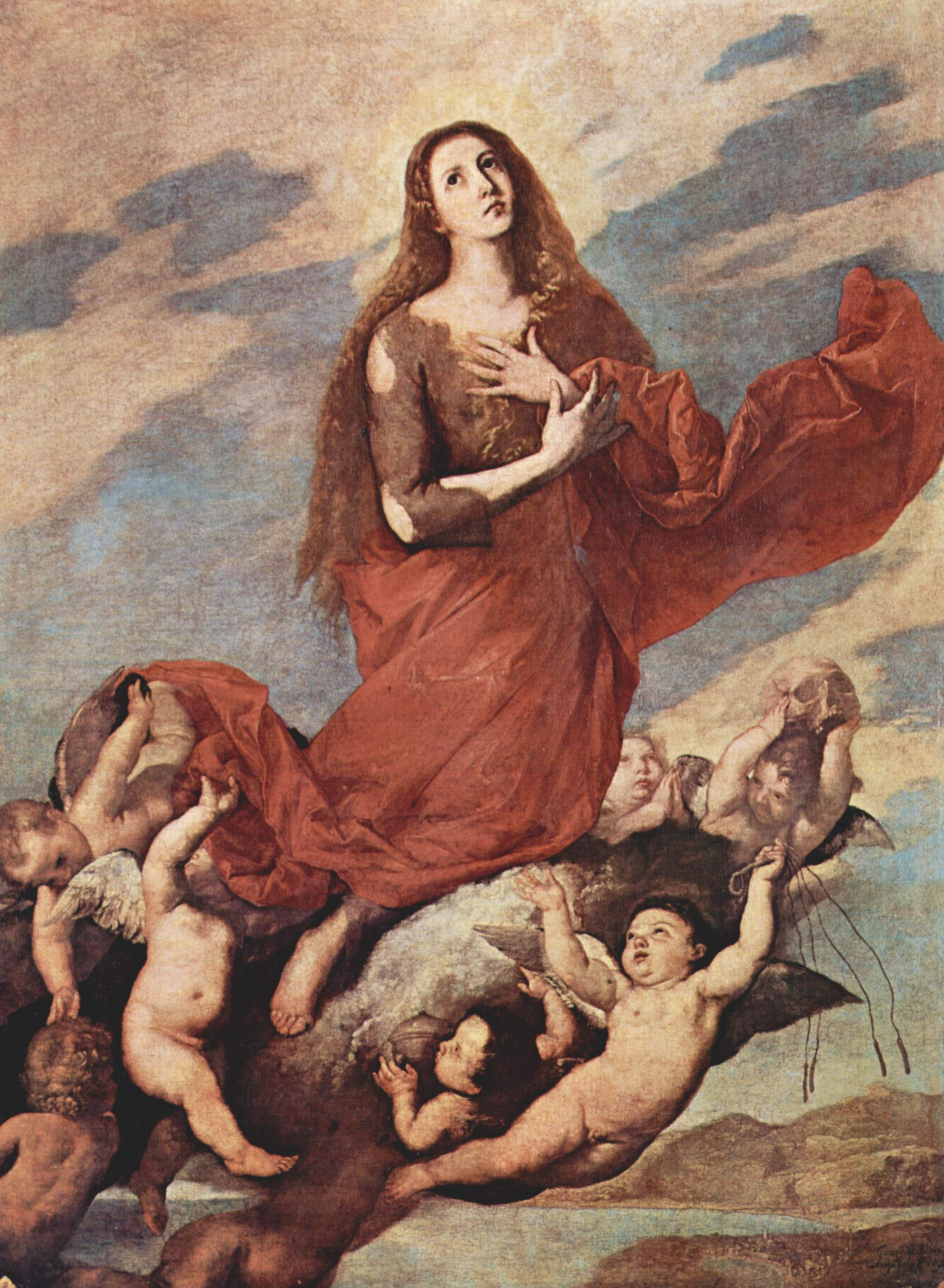

또한 예수의 추종자들이 예루살렘에서 박해를 받던 기간에 예수의 피를 잔에 담아 배를 타고 서유럽으로 가져갔다는 전설도 그들의 주장을 뒷받침하는 증거로 활용된다. 알렉산드리아로 피난한 뒤 더 안전한 곳을 찾아 떠난 막달라 여자 마리아와 사라는 프로방스로 가게 되었고, 그 영향으로 인해 이 지역의 여성들만큼은 중세 시대에 상속권을 인정받아 남성들처럼 많은 봉토와 영지를 소유하는 등 상당한 권리를 누렸다는 것이다. 그리고 그들 예수와 막달라 여자 마리아의 후손이 프랑크 메로빙거 왕조의 왕 메로베크와 클로비스 1세라고 한다.
하지만 이 때문에 예수의 신성을 지키기 위해 진실을 은폐하려는 목적으로 로마 교황청이 이단 심문을 통해서 2~3만 명의 프로방스 주민들을 대량 학살하였다. 그 뒤 시온기사단, 프리메이슨 등의 비밀결사단체를 통해서 막달라 여자 마리아가 예수의 배우자이고 그들의 후손이 메로빙거 왕가라는 이와 같은 주장들은 오늘날까지 계속해서 진위 여부를 두고 논란 중이다. 현재 메로빙거 가문과 메로빙거 왕가와의 혼인관계에 의해 친인척관계를 형성한 합스부르크 왕가, 스튜어트 왕가, 로렌 왕가, 카롤링거 왕가, 비지코트 왕가, 프랑스의 생클레르 가문과 그 분가인 영국·미국의 싱클레어 가문 출신 사람들 중 일부가 자신들이 예수 그리스도와 막달라 여자 마리아의 후손이라고 주장하고 있다. 하지만 하나의 주장일 뿐 해석하기 나름인 부분이 많으며, 페미니즘에 이용되기도 한다.

## 같이 보기
- 마들렌 사원
- 사라 (프랑스)